# Шондра
Шондра (нім. Schondra) — громада в Німеччині, розташована в землі Баварія. Підпорядковується адміністративному округу Нижня Франконія. Входить до складу району Бад-Кіссінген. Складова частина об'єднання громад Бад-Брюккенау.
Площа — 28,61 км2. Населення становить 1711 ос. (станом на 31 грудня 2020).

## Галерея

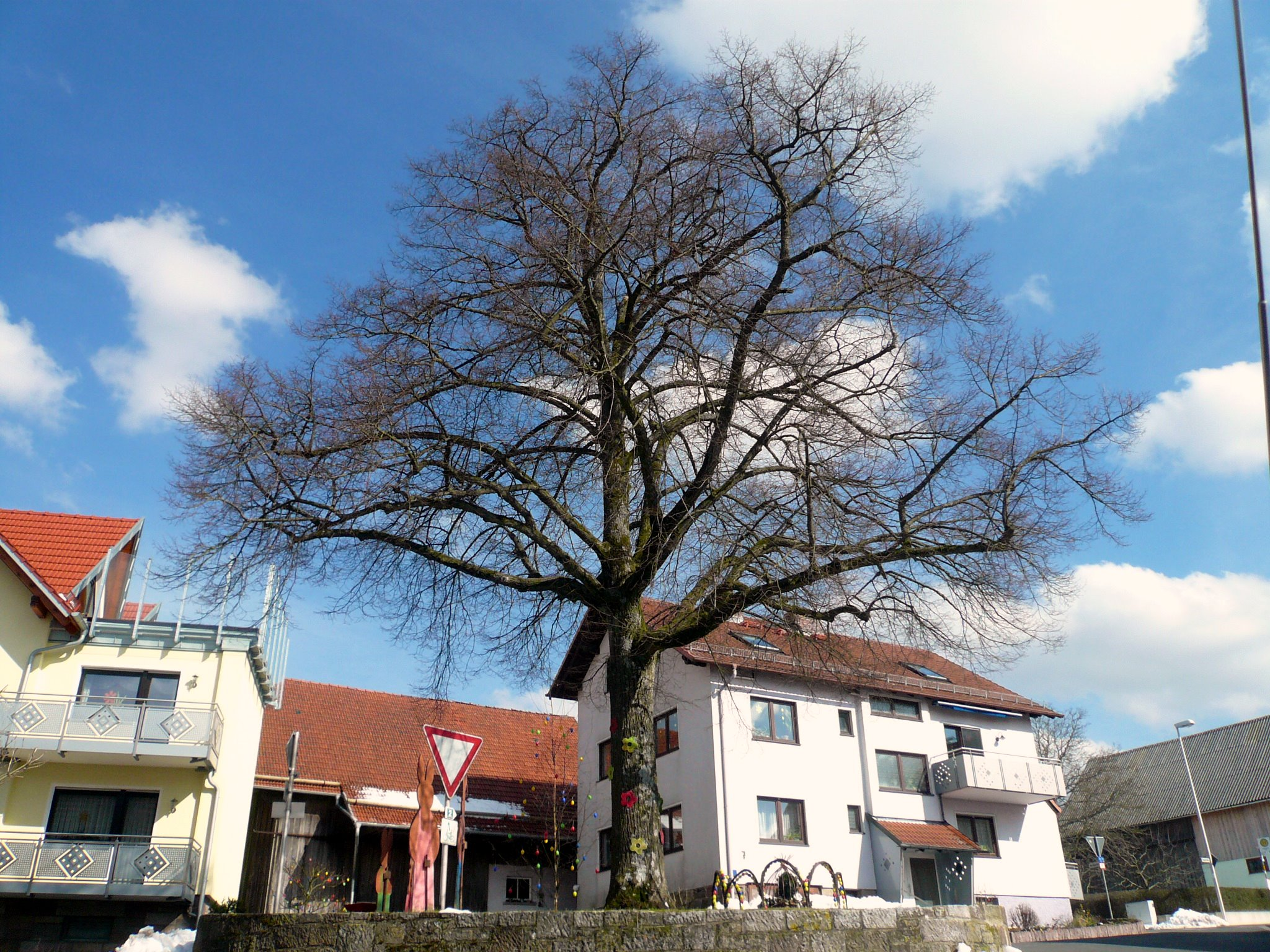